# A-Yo (Method Man & Redman)
A-Yo è il primo singolo del duo East Coast rap Method Man & Redman estratto dal loro secondo album "Blackout! 2". La canzone è stata scritta da Clifford "Method Man" Smith, Reggie "Redman" Noble e Peter "Pete Rock" Philips, quest'ultimo il quale è anche produttore della stessa, e vede la partecipazione del rapper canadese Saukrates.

## Informazioni
Il singolo, disponibile dapprima sul web verso inizio marzo del 2009 e poi accompagnato dall'uscita del relativo album due mesi dopo, segna finalmente il ritorno dei due artisti assieme sulla scena, a distanza di ben 10 anni dal loro primo e celebre album di gruppo Blackout!, pubblicato nel 1999.
Tuttavia ha ottenuto risultati scarsissimi in quasi tutte le charts di Billboard, compresa la Hot 100, non riuscendo per nulla a classificarsi decentemente.
A-Yo contiene un campionamento di Magic Mona di Phyllis Hyman.

## Videoclip
Il videoclip è stato pubblicato il 9 aprile 2009 ed è disponibile su siti come YouTube.